# The Monster Ball Tour
The Monster Ball Tour（ザ・モンスター・ボール・ツアー）は、アメリカ合衆国のレコーディング・アーティスト、レディー・ガガのセカンド・アルバム『ザ・モンスター』を引っ提げた、2回目のコンサートツアーである。このツアーはラッパー、カニエ・ウェストとの共同コンサートツアーが突然キャンセルされた後に、2009年10月15日に公式に発表された。このツアーが始まった4日後に、『ザ・モンスター』が発売される。

## 背景

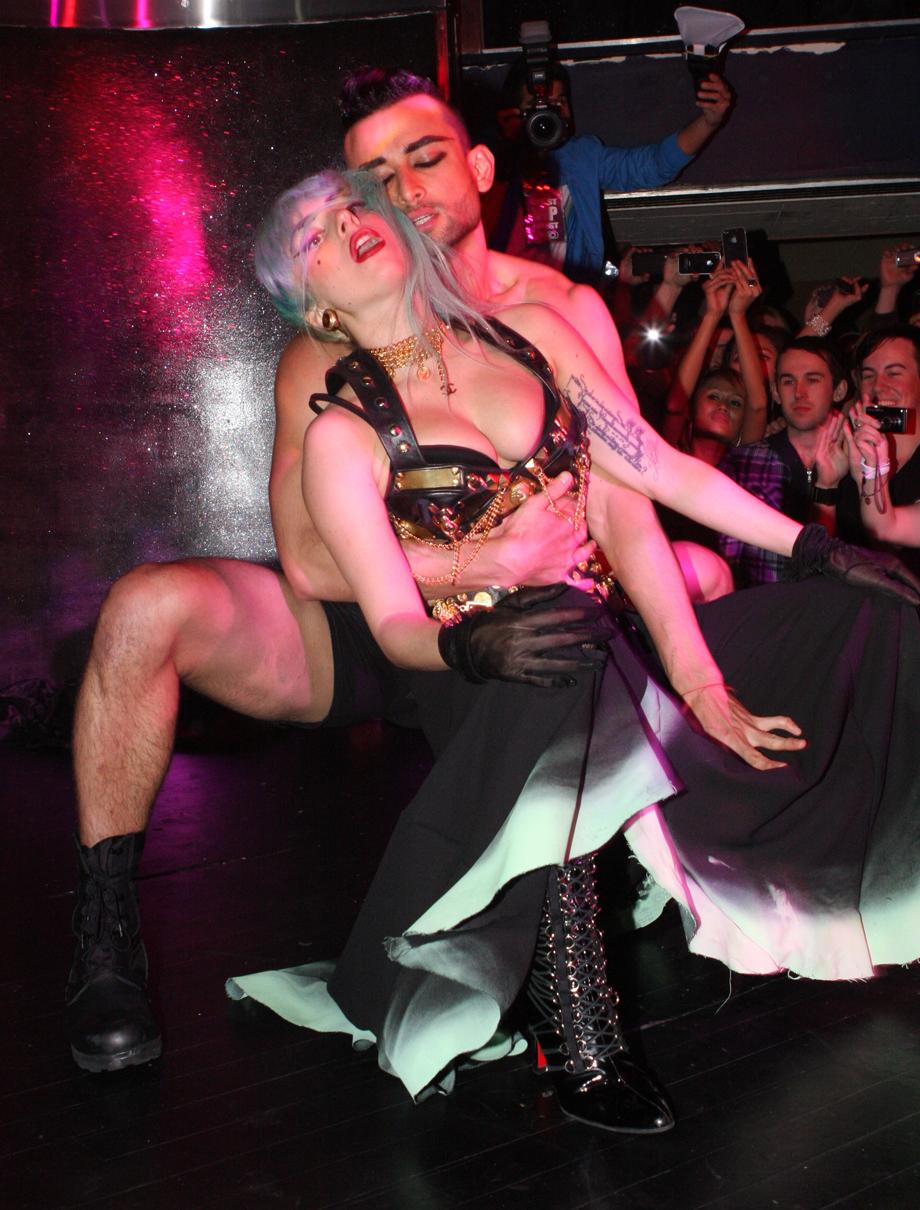
シドニー公演

当初はヒップホップアーティスト、カニエ・ウェストと共同でコンサートツアーを行う予定であった。そのツアーは、「Fame Kills:Starring Lady Gaga and Kanye West」と題され、2人が共同でパフォーマンスを行うものとして、2009年9月に発表された。しかし、カニエが2009年9月、MTV Video Music Awardsで女性ビデオ賞受賞者のテイラー・スウィフトの受賞スピーチの最中にステージに乱入して「この賞はビヨンセが獲るべきだ」と邪魔する騒動を起こし、メディアと一般の反応をみて、カニエはしばらく音楽活動を休止すると公式声明を出した。それでもガガはカニエを擁護し、アリゾナ州フェニックスで2009年11月10日から始まるツアーの準備を進め、コンサートスケジュールも発表されたが、間もなくツアーの中止が発表された。ガガはビルボードウーマン・イン・ミュージック授賞式で創造的な違いをキャンセルの理由に挙げた。インタビューにおいて「カニエはツアーを休むことになっている。しかし良いニュースがある。私はツアーに出る。」と述べた。
中止になった「Fame Kills」の代わりにガガ単独のツアー「The Monster Ball Tour」を行うと2009年10月15日に発表された。ツアーは当初、2010年前半にロンドンから始まる予定だったが、変更になり2009年11月27日からモントリオールで始まる。ラッパーキッド・カディと歌手ジェイソン・デイルーロがサポートとして出演する。キッド・カディは最初から参加し、デイルーロは2009年12月28日から加わる。ツアーの公式ポスターはヴェルサーチ676サングラスをかけたガガを特徴とする。ガガが持っているものは、“The Orbit”と名付けられ、2009年10月3日放送回『サタデー・ナイト・ライブ』で初披露された。それは、ガガ自身の創造的な製作会社ハウス・オブ・ガガとナーシル・マズハルが協力してデザインした。
2010年2月18日のイギリスのマンチェスター公演から、2009年からの公演とは舞台セットやセットリストが全く異なった。ミュージカル仕様で、ガガ本人がモンスターボールシティを目指すというもの。テーマはオズの魔法使い。また、新曲も披露される。

## オープニングアクト
- キッド・カディ[8]
- ジェイソン・デイルーロ[8]
- アルファビート（イギリスとアイルランド）[10]
- セミ・プレシャス・ウェポンズ[11]

## セットリスト
1. Dance In The Dark 「ダンス・イン・ザ・ダーク」
2. Just Dance 「ジャスト・ダンス」
3. LoveGame 「ラブゲーム」
4. Alejandro 「アレハンドロ」
5. Monster　「モンスター」
6. So Happy I Could Die　「ソ・ハッピー・アイ・クッド・ダイ」
7. Teeth　「ティース」
8. Speechless　「スピーチレス」
9. Poker Face (Piano Ver.)　「ポーカー・フェイス（ピアノ）」
10. The Fame 「ザ・フェイム」
11. Money Honey 「マニー・ハニー」
12. Beautiful, Dirty, Rich 「ビューティフル、ダーティ、リッチ」
13. Boys Boys Boys 「ボーイズ、ボーイズ、ボーイズ」
14. Paper Gangsta 「ペーパー・ギャングスタ」
15. Poker Face 「ポーカー・フェイス」
16. Paparazzi 「パパラッチ」
17. Eh, Eh (Nothing Else I Can Say) 「エイ、エイ（ナッシング・エルス・アイ・キャン・セイ）」
18. Bad Romance 「バッド・ロマンス」

1. Dance In The Dark　（上に見て）
2. Glitter and Grease　「グリッター・アンド・グリズ」
3. Just Dance　（上に見て）
4. Beautiful, Dirty, Rich　（上に見て）
5. Vanity　「ヴァニティー」
6. The Fame　（上に見て）
7. LoveGame　（上に見て）
8. Boys Boys Boys　（上に見て）
9. Money Honey　（上に見て）
10. Telephone　「テレフォン」
11. Brown Eyes　「ブラウン・アイズ」
12. Speechless　（上に見て）
13. So Happy I Could Die　（上に見て）
14. Monster　（上に見て）
15. Teeth　（上に見て）
16. Alejandro　（上に見て）
17. Poker Face　（上に見て）
18. Paparazzi　（上に見て）
19. Bad Romance　（上に見て）

1. Dance In The Dark
2. Glitter and Grease
3. Just Dance）
4. Beautiful, Dirty, Rich
5. The Fame
6. LoveGame
7. Boys Boys Boys
8. Money Honey
9. Telephone
10. Born This Way (Piano ver.)　「ボーン・ディス・ウェイ」
11. You and I　「ユー・アンド・アイ」
12. Monster
13. Teeth
14. Alejandro
15. Poker Face
16. Paparazzi
17. Bad Romance
18. Born This Way

- 出典: [12]

## ツアーの日程
| 北アメリカ     |                        |                  |                                                |
| 2009年11月27日 | モントリオール         | カナダ           | ベル・センター                                 |
| 2009年11月28日 | トロント               | カナダ           | エア・カナダ・センター                         |
| 2009年11月29日 | オタワ                 | カナダ           | スコシアバンク・プレイス                       |
| 2009年12月1日  | ボストン               | アメリカ合衆国   | ワング・シアター                               |
| 2009年12月2日  | ボストン               | アメリカ合衆国   | ワング・シアター                               |
| 2009年12月3日  | カムデン               | アメリカ合衆国   | サスケハナ・バンク・センター                   |
| 2009年12月9日  | バンクーバー           | カナダ           | クイーン・エリザベス・シアター                 |
| 2009年12月10日 | バンクーバー           | カナダ           | クイーン・エリザベス・シアター                 |
| 2009年12月11日 | バンクーバー           | カナダ           | クイーン・エリザベス・シアター                 |
| 2009年12月13日 | サンフランシスコ       | アメリカ合衆国   | ビル・グラハム市民音楽堂                       |
| 2009年12月14日 | サンフランシスコ       | アメリカ合衆国   | ビル・グラハム市民音楽堂                       |
| 2009年12月17日 | ラスベガス             | アメリカ合衆国   | パームス                                       |
| 2009年12月18日 | ラスベガス             | アメリカ合衆国   | パームス                                       |
| 2009年12月19日 | サンディエゴ           | アメリカ合衆国   | スポーツ・アリーナ                             |
| 2009年12月21日 | ロサンゼルス           | アメリカ合衆国   | ノキアシアター                                 |
| 2009年12月22日 | ロサンゼルス           | アメリカ合衆国   | ノキアシアター                                 |
| 2009年12月23日 | ロサンゼルス           | アメリカ合衆国   | ノキアシアター                                 |
| 2009年12月28日 | アトランタ             | アメリカ合衆国   | フォックスシアター                             |
| 2009年12月29日 | アトランタ             | アメリカ合衆国   | フォックスシアター                             |
| 2009年12月31日 | マイアミ               | アメリカ合衆国   | ジェイムズ・L.ナイト・センター                 |
| 2010年1月2日   | マイアミ               | アメリカ合衆国   | ジェイムズ・L.ナイト・センター                 |
| 2010年1月3日   | オーランド             | アメリカ合衆国   | ハードロックカフェ                             |
| 2010年1月7日   | セントルイス           | アメリカ合衆国   | フォックスシアター                             |
| 2010年1月8日   | シカゴ                 | アメリカ合衆国   | シカゴシアター                                 |
| 2010年1月9日   | シカゴ                 | アメリカ合衆国   | シカゴシアター                                 |
| 2010年1月10日  | シカゴ                 | アメリカ合衆国   | シカゴシアター                                 |
| 2010年1月12日  | デトロイト             | アメリカ合衆国   | シカゴシアター                                 |
| 2010年1月13日  | デトロイト             | アメリカ合衆国   | シカゴシアター                                 |
| 2010年1月14日  | ウェストラファイエット | アメリカ合衆国   | エドワード・C・エリオット音楽会館              |
| 2010年1月16日  | アトランティックシティ | アメリカ合衆国   | ボルガータ・イベント・センター                 |
| 2010年1月20日  | ニューヨーク           | アメリカ合衆国   | ラジオシティ・ミュージックホール               |
| 2010年1月21日  | ニューヨーク           | アメリカ合衆国   | ラジオシティ・ミュージックホール               |
| 2010年1月23日  | ニューヨーク           | アメリカ合衆国   | ラジオシティ・ミュージックホール               |
| 2010年1月24日  | ニューヨーク           | アメリカ合衆国   | ラジオシティ・ミュージックホール               |
| ヨーロッパ     |                        |                  |                                                |
| 2010年2月18日  | マンチェスター         | イギリス         | マンチェスター・イブニング・ニュース・アリーナ |
| 2010年2月20日  | ダブリン               | アイスランド     | The O2                                         |
| 2010年2月21日  | ダブリン               | アイスランド     | The O2                                         |
| 2010年2月22日  | ベルファスト           | イギリス         | オデッセイ                                     |
| 2010年2月24日  | リバプール             | イギリス         | エコー・アリーナ・リバプール                   |
| 2010年2月26日  | ロンドン               | イギリス         | O2 Arena                                       |
| 2010年2月27日  | ロンドン               | イギリス         | O2 Arena                                       |
| 2010年3月1日   | グラスゴー             | イギリス         | SECC                                           |
| 2010年3月3日   | カーディフ             | イギリス         | カーディフ・インターナショナル・アリーナ       |
| 2010年3月4日   | ニューカッスル         | イギリス         | メトロ・ラジオ・アリーナ                       |
| 2010年3月5日   | バーミンガム           | イギリス         | LGアリーナ                                     |
| 2010年3月7日   | シェフィールド         | イギリス         | シェフィールド・アリーナ                       |
| 2010年3月8日   | ノッティンガム         | イギリス         | ナショナル・アイス・センター                   |
| オセアニア     |                        |                  |                                                |
| 2010年3月13日  | オークランド           | ニュージーランド | ベクター・アリーナ                             |
| 2010年3月14日  | オークランド           | ニュージーランド | ベクター・アリーナ                             |
| 2010年3月17日  | シドニー               | オーストラリア   | エンターテインメント・センター                 |
| 2010年3月18日  | シドニー               | オーストラリア   | エンターテインメント・センター                 |
| 2010年3月20日  | ニューカッスル         | オーストラリア   | エンターテイメント・センター                   |
| 2010年3月22日  | キャンベラ             | オーストラリア   | AISアリーナ                                    |
| 2010年3月23日  | メルボルン             | オーストラリア   | ロッド・レーバー・アリーナ                     |
| 2010年3月24日  | メルボルン             | オーストラリア   | ロッド・レーバー・アリーナ                     |
| 2010年4月9日   | メルボルン             | オーストラリア   | ロッド・レーバー・アリーナ                     |
| 2010年3月26日  | ブリスベン             | オーストラリア   | エンターテイメント・センター                   |
| 2010年3月27日  | ブリスベン             | オーストラリア   | エンターテイメント・センター                   |
| 2010年3月28日  | ウロンゴン             | オーストラリア   | エンターテイメント・センター                   |
| 2010年3月30日  | アデレード             | オーストラリア   | エンターテイメント・センター                   |
| 2010年4月1日   | パース                 | オーストラリア   | チャレンジ・スタジアム                         |
| 2010年4月2日   | パース                 | オーストラリア   | チャレンジ・スタジアム                         |
| アジア         |                        |                  |                                                |
| 2010年4月14日  | 神戸                   | 日本             | ワールド記念ホール                             |
| 2010年4月15日  | 神戸                   | 日本             | ワールド記念ホール                             |
| 2010年4月17日  | 横浜                   | 日本             | 横浜アリーナ                                   |
| 2010年4月18日  | 横浜                   | 日本             | 横浜アリーナ                                   |
| ヨーロッパ     |                        |                  |                                                |
| 2010年5月7日   | ストックホルム         | スウェーデン     | グローベン                                     |
| 2010年5月8日   | ストックホルム         | スウェーデン     | グローベン                                     |
| 2010年5月10日  | ハンブルク             | ドイツ           | O2ワールド・ハンブルク                         |
| 2010年5月11日  | ベルリン               | ドイツ           | O2ワールド                                     |
| 2010年5月15日  | アーヘン               | オランダ         | ヘルレドームXS                                 |
| 2010年5月17日  | アントウェルペン       | ベルギー         | スポーツパレス                                 |
| 2010年5月18日  | アントウェルペン       | ベルギー         | スポーツパレス                                 |
| 2010年5月21日  | パリ                   | フランス         | パレ・オムニスポール・ド・パリ・ベルシー       |
| 2010年5月22日  | パリ                   | フランス         | パレ・オムニスポール・ド・パリ・ベルシー       |
| 2010年5月24日  | オーバーハウゼン       | ドイツ           | ケーニッヒ・ピルスナー・アレーナ               |
| 2010年5月25日  | ストラスブール         | フランス         | ゼニス・ド・ストラスブール                     |
| 2010年5月27日  | ノッティンガム         | イングランド     | Trent FM Arena Nottingham                      |
| 2010年5月28日  | バーミンガム           | イングランド     | LGアリーナ                                     |
| 2010年5月30日  | ロンドン               | イングランド     | O2アリーナ                                     |
| 2010年5月31日  | ロンドン               | イングランド     | O2アリーナ                                     |
| 2010年6月2日   | マンチェスター         | イングランド     | イブニング・ニュース・アリーナ                 |
| 2010年6月3日   | マンチェスター         | イングランド     | イブニング・ニュース・アリーナ                 |
| 2010年6月4日   | シェフィールド         | イングランド     | シェフィールド・アリーナ                       |
| 北米           |                        |                  |                                                |
| 2010年6月28日  | モントリオール         | Canada           | ベル・センター                                 |
| 2010年7月1日   | ボストン               | 米国             | TDガーデン                                     |
| 2010年7月2日   | ボストン               | 米国             | TDガーデン                                     |
| 2010年7月4日   | アトランティックシティ | 米国             | ボードウォーク・ホール                         |
| 2010年7月6日   | ニューヨーク           | 米国             | マディソン・スクエア・ガーデン                 |
| 2010年7月7日   | ニューヨーク           | 米国             | マディソン・スクエア・ガーデン                 |
| 2010年7月9日   | ニューヨーク           | 米国             | マディソン・スクエア・ガーデン                 |
| 2010年7月11日  | トロント               | カナダ           | エア・カナダ・センター                         |
| 2010年7月12日  | トロント               | カナダ           | エア・カナダ・センター                         |
| 2010年7月14日  | クリーブランド         | 米国             | クイックン・ローンズ・アリーナ                 |
| 2010年7月15日  | インディアナポリス     | 米国             | コンセコ・フィールドハウス                     |
| 2010年7月17日  | セントルイス           | 米国             | スコットトレード・センター                     |
| 2010年7月20日  | オクラホマシティ       | 米国             | フォード・センター                             |
| 2010年7月22日  | ダラス                 | 米国             | アメリカン・エアラインズ・センター             |
| 2010年7月23日  | ダラス                 | 米国             | アメリカン・エアラインズ・センター             |
| 2010年7月25日  | ヒューストン           | 米国             | トヨタセンター                                 |
| 2010年7月26日  | ヒューストン           | 米国             | トヨタセンター                                 |
| 2010年7月28日  | デンバー               | 米国             | ペプシ・センター                               |
| 2010年7月31日  | フェニックス           | 米国             | USエアウェイズ・センター                       |
| 2010年8月3日   | カンザスシティ         | 米国             | スプリント・センター                           |
| 2010年8月6日   | シカゴ                 | 米国             | グラント・パーク                               |
| 2010年8月11日  | ロサンゼルス           | 米国             | ステイプルズ・センター                         |
| 2010年8月12日  | ロサンゼルス           | 米国             | ステイプルズ・センター                         |
| 2010年8月13日  | ラスベガス             | 米国             | MGMグランド・ガーデン・アリーナ                |
| 2010年8月16日  | サンノゼ               | 米国             | HPパビリオン                                   |
| 2010年8月17日  | サンノゼ               | 米国             | HPパビリオン                                   |
| 2010年8月19日  | ポートランド           | 米国             | ローズ・ガーデン・アリーナ                     |
| 2010年8月21日  | タコマ                 | 米国             | タコマ・ドーム                                 |
| A2010年8月23日 | バンクーバー           | カナダ           | ロジャース・アリーナ                           |
| 2010年8月24日  | バンクーバー           | カナダ           | ロジャース・アリーナ                           |
| 2010年8月26日  | エドモントン           | カナダ           | レクソール・プレイス                           |
| 2010年8月27日  | エドモントン           | カナダ           | レクソール・プレイス                           |
| 2010年8月30日  | セントポール           | 米国             | エクセル・エナジー・センター                   |
| 2010年8月31日  | セントポール           | 米国             | エクセル・エナジー・センター                   |
| 2010年9月2日   | ミルウォーキー         | 米国             | ブラッドリー・センター                         |
| 2010年9月4日   | オーバーンヒルズ       | 米国             | ザ・パレス・オブ・オーバーンヒルズ             |
| 2010年9月5日   | ピッツバーグ           | 米国             | コンソル・エナジー・センター                   |
| 2010年9月7日   | ワシントンD.C.         | 米国             | ベライゾン・センター                           |
| 2010年9月8日   | シャーロッツビル       | 米国             | ジョン・ポール・ジョーンズ・アリーナ           |
| 2010年9月14日  | フィラデルフィア       | 米国             | ウェルズ・ファーゴ・センター                   |
| 2010年9月15日  | フィラデルフィア       | 米国             | ウェルズ・ファーゴ・センター                   |
| 2010年9月16日  | ハートフォード         | 米国             | XLセンター                                     |
| 2010年9月18日  | シャーロット           | 米国             | タイム・ワーナー・ケーブル・アリーナ           |
| 2010年9月19日  | ローリー               | 米国             | RBCセンター                                    |
| 欧州           |                        |                  |                                                |
| 2010年10月13日 | ヘルシンキ             | フィンランド     | ハートウォールアリーナ                         |
| 2010年10月14日 | ヘルシンキ             | フィンランド     | ハートウォールアリーナ                         |
| 2010年10月16日 | オスロ                 | ノルウェー       | オスロ・スペクトラム                           |
| 2010年10月17日 | オスロ                 | ノルウェー       | オスロ・スペクトラム                           |
| 2010年10月20日 | ヘアニング             | デンマーク       | Jyske Bank Boxen                               |
| 2010年10月26日 | ダブリン               | アイルランド     | The O2                                         |
| 2010年10月27日 | ダブリン               | アイルランド     | The O2                                         |
| 2010年10月29日 | ダブリン               | アイルランド     | The O2                                         |
| 2010年10月30日 | ベルファスト           | 北アイルランド   | オデッセイ・アリーナ                           |
| 2010年11月1日  | ベルファスト           | 北アイルランド   | オデッセイ・アリーナ                           |
| 2010年11月2日  | ベルファスト           | 北アイルランド   | オデッセイ・アリーナ                           |
| 2010年11月5日  | ザグレブ               | クロアチア       | アリーナ・ザグレブ                             |
| 2010年11月7日  | ブダペスト             | ハンガリー       | ブダペスト・スポーツアリーナ                   |
| 2010年11月9日  | トリノ                 | イタリア         | パラスポーツ・オリンピコ                       |
| 2010年11月11日 | ウィーン               | オーストリア     | ウィーン・シュタットハレ                       |
| 2010年11月11日 | チューリッヒ           | スイス           | ハレンシュタディオン                           |
| 2010年11月15日 | チューリッヒ           | スイス           | ハレンシュタディオン                           |
| 2010年11月17日 | プラハ                 | チェコ           | O2アリーナ                                     |
| 2010年11月19日 | マルメ                 | スウェーデン     | マルメ・アリーナ                               |
| 2010年11月22日 | アントウェルペン       | ベルギー         | スポーツパレス                                 |
| 2010年11月23日 | アントウェルペン       | ベルギー         | スポーツパレス                                 |
| 2010年11月26日 | グダニスク             | ポーランド       | エルゴ・アリーナ                               |
| 2010年11月29日 | ロッテルダム           | オランダ         | アホイ・ロッテルダム                           |
| 2010年11月30日 | ロッテルダム           | オランダ         | アホイ・ロッテルダム                           |
| 2010年12月2日  | リヨン                 | フランス         | ハレ・トニー・ガルニエ                         |
| 2010年12月4日  | ミラノ                 | イタリア         | メディオラヌム・フォーラム                     |
| 2010年12月5日  | ミラノ                 | イタリア         | メディオラヌム・フォーラム                     |
| 2010年12月7日  | バルセロナ             | スペイン         | パラウ・サン・ジョルディ                       |
| 2010年12月10日 | リスボン               | ポルトガル       | アトランティコ・パビリオン                     |
| 2010年12月12日 | マドリード             | スペイン         | パラシオ・デ・デポルテス                       |
| 2010年12月16日 | ロンドン               | イングランド     | The O2アリーナ                                 |
| 2010年12月17日 | ロンドン               | イングランド     | The O2アリーナ                                 |
| 2010年12月20日 | パリ                   | フランス         | パレ・オムニスポール・ド・パリ・ベルシー       |
| 2010年12月21日 | パリ                   | フランス         | パレ・オムニスポール・ド・パリ・ベルシー       |
| 北米           |                        |                  |                                                |
| 2011年2月19日  | アトランティックシティ | 米国             | ボードウォーク・ホール                         |
| 2011年2月21日  | ニューヨーク           | 米国             | マディソン・スクエア・ガーデン                 |
| 2011年2月22日  | ニューヨーク           | 米国             | マディソン・スクエア・ガーデン                 |
| 2011年2月24日  | ワシントンDC           | 米国             | ベライゾン・センター                           |
| 2011年2月26日  | ピッツバーグ           | 米国             | コンソル・エナジー・センター                   |
| 2011年2月28日  | シカゴ                 | 米国             | ユナイテッド・センター                         |
| 2011年3月1日   | グランドラピッズ       | 米国             | ヴァン・アンデル・アリーナ                     |
| 2011年3月3日   | トロント               | カナダ           | エア・カナダ・センター                         |
| 2011年3月4日   | バッファロー           | 米国             | HSBCアリーナ                                   |
| 2011年3月6日   | オタワ                 | カナダ           | スコビアバンク・プレイス                       |
| 2011年3月8日   | ボストン               | 米国             | TDガーデン                                     |
| 2011年3月10日  | コロンバス             | 米国             | Jerome Schottenstein Center                    |
| 2011年3月12日  | ルイビル               | 米国             | KFCヤム・センター                              |
| 2011年3月14日  | ダラス                 | 米国             | アメリカン・エアラインズ・センター             |
| 2011年3月15日  | サンアントニオ         | 米国             | AT&Tセンター                                   |
| 2011年3月17日  | オマハ                 | 米国             | センチュリーリンク・センター・オマハ           |
| 2011年3月19日  | ソルトレイクシティ     | 米国             | エナジーソリューションズ・アリーナ             |
| 2011年3月22日  | オークランド           | 米国             | オラクル・アリーナ                             |
| 2011年3月23日  | サクラメント           | 米国             | アルコ・アリーナ                               |
| 2011年3月25日  | ラスベガス             | 米国             | MGMグランド・アリーナ                          |
| 2011年3月26日  | フェニックス           | 米国             | USエアウェイズ・センター                       |
| 2011年3月28日  | ロサンゼルス           | 米国             | ステイプルズ・センター                         |
| 2011年3月29日  | サンディエゴ           | 米国             | ビエジャス・アリーナ                           |
| 2011年3月31日  | アナハイム             | 米国             | ホンダセンター                                 |
| 2011年4月4日   | タルサ                 | 米国             | BOKセンター                                    |
| 2011年4月6日   | オースティン           | 米国             | フランク・アーウィン・センター                 |
| 2011年4月8日   | ヒューストン           | 米国             | トヨタセンター                                 |
| 2011年4月9日   | ニューオーリンズ       | 米国             | ニューオーリンズ・アリーナ                     |
| 2011年4月12日  | フォートローダーデール | 米国             | バンクアトランティック・センター               |
| 2011年4月13日  | マイアミ               | 米国             | アメリカン・エアラインズ・アリーナ             |
| 2011年4月15日  | オーランド             | 米国             | アムウェイ・センター                           |
| 2011年4月16日  | タンパ                 | 米国             | セント・ピート・タイムズ・フォーラム           |
| 2011年4月18日  | アトランタ             | 米国             | アリーナ・アット・グウィネット・センター       |
| 2011年4月19日  | ナッシュビル           | 米国             | ブリヂストン・アリーナ                         |
| 2011年4月22日  | ニューアーク           | 米国             | プルデンシャル・センター                       |
| 2011年4月23日  | ユニオンデール         | 米国             | ナッソー・ベテランズ・メモリアル・コロシアム   |
| 2011年4月25日  | モントリオール         | カナダ           | ベル・センター                                 |
| 2011年4月27日  | クリーブランド         | 米国             | クイックン・ローンズ・アリーナ                 |
| 2011年5月3日   | グアダラハラ           | メキシコ         | エスタディオ・トレス・デ・マルゾー             |
| May 5, 2011    | メキシコシティ         | メキシコ         | フォロ・ソル                                   |
| May 6, 2011    | メキシコシティ         | メキシコ         | フォロ・ソル                                   |

### ボックスオフィシャル・スコア・データ
| 場所           | 市             | チケット / 有効         | 総収益   |
| -------------- | -------------- | ----------------------- | -------- |
| ベル・センター | モントリオール | 12,013 / 12,832 (93.6%) | $564,821 |
| 合計           | 合計           | 12,013 / 12,832 (93.6%) | $564,821 |